# Zeitsprungverfahren
Das Zeitsprungverfahren (englisch Time-hopping), im Englischen als Time Hopping Spread Spectrum (THSS) bezeichnet, ist ein Modulationsverfahren, bei dem die einzelnen Bits eines Teilnehmers nur in kurzen Zeitabschnitten gesendet werden. Der Abstand dieser Zeitabschnitte innerhalb einer Übertragungsperiode wird dabei variiert. Dadurch ist es möglich, dass mehrere Teilnehmer auf der gleichen Frequenz senden können. Jeder Teilnehmer variiert dabei sein Zeitfenster, so dass es zwar zu Kollisionen kommen kann, die aber durch die ständige Änderung des Zeitfensters der Teilnehmer eher selten auftreten. Zusätzlich können auf höherer Protokollebene geeignete Fehlerkorrekturverfahren angewendet werden, so dass sich die Fehler meist leicht korrigieren oder zumindest erkennen lassen.
In obiger Abbildung ist der schematische Ablauf einer Time-Hopping-Übertragung zu sehen. Der Zeitrahmen ist in diesem Fall in fünf Zeitschlitze aufgeteilt. Die zwei Teilnehmer teilen sich diesen Zeitrahmen auf und belegen jeweils einen Zeitschlitz für die Übertragung. Dieser Zeitschlitz wird durch ein pseudozufälliges Muster festgelegt. Damit der Empfänger alle zusammengehörenden Bits empfangen kann, muss auch dieser das Zufallsmuster kennen, damit er das Signal wieder zurückgewinnen kann.
Das Zufallsmuster kann dementsprechend auch als Code betrachtet werden, denn jeder, der das Signal abhören will, muss ebenfalls das Zufallsmuster kennen, mit dem die Zeitschlitze für die Übertragung festgelegt wurden.